# 山埜秀
山埜 秀（やまの ひで、生没年不詳）とは明治時代の東京の地本問屋。

## 来歴
宝山堂と号す。明治時代に東京府神田区神保町6番地において地本問屋を営業している。明治28年（1895年）に小林清親の大判3枚続の錦絵「威海衛鹿角嘴砲台攻撃之図」を出版したことが知られる。『浮世絵の基礎知識』は、「幕末の山秀と同じかどうか不明。」とする。